# Sphaerotheca leucorhynchus
Sphaerotheca leucorhynchus es una especie  de anfibios de la familia Ranidae.

## Distribución geográfica
Se encuentra en la India.  